# Postal de linchamiento

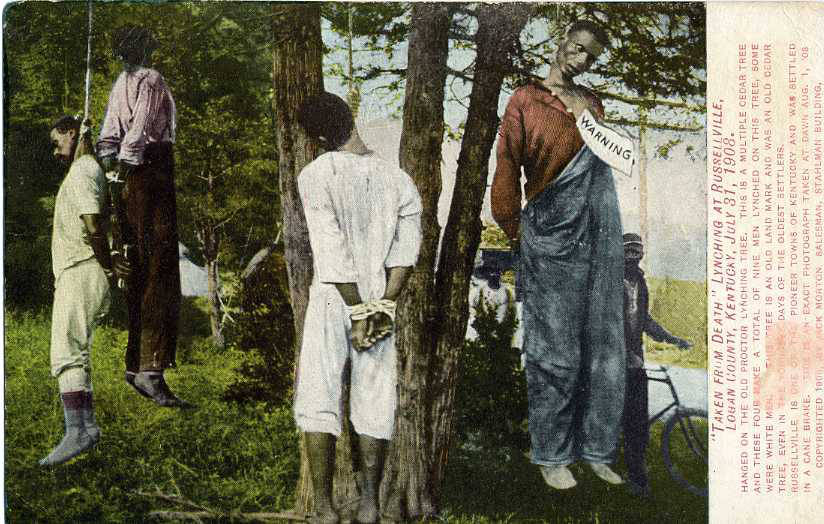
Una postal coloreada del linchamiento de Virgil Jones, Robert Jones, Thomas Jones y Joseph Riley el 31 de julio de 1908 en Russellville, Kentucky

Una postal de linchamiento es una tarjeta postal con la fotografía de un linchamiento —un asesinato popular generalmente motivado por el odio racial— destinada a ser distribuida, coleccionada o guardada como recuerdo. A menudo, una postal de linchamiento lleva una literatura con textos o poemas racistas. Este tipo de objetos mantuvieron una producción generalizada durante más de cincuenta años en los Estados Unidos; aunque su distribución a través del Servicio Postal de Estados Unidos fue prohibida en 1908.

## Descripción
Los linchamientos en Estados Unidos como muestra de dominación racial alcanzaron su punto máximo alrededor de la década de 1880 hasta la década de 1940, y fueron menos frecuentes hacia los años 1970, especialmente (pero no exclusivamente) en el sur de Estados Unidos. Los linchamientos se usaron ampliamente para infringir terror a los afroestadounidenses recientemente emancipados durante la Reconstrucción después de la guerra de Secesión, y luego se usaron para intimidar a los votantes y trabajadores de los derechos civiles de todos los orígenes étnicos. En su mayoría fueron linchados por falta de sumisión o por tener éxito en los negocios. Otros fueron acusados a menudo de delitos y sacados a la fuerza de sus hogares o cárceles para ser asesinados por una turba de supremacistas blancos sin el debido proceso ni presunción de inocencia.
Los espectadores se vendieron recuerdos entre ellos, incluidas postales. A menudo, el fotógrafo era uno de los asesinos.
En una postal típica de linchamiento, la víctima aparece de manera prominente en el centro de la toma, mientras espectadores sonrientes, a menudo incluidos niños, se amontonan en los márgenes del encuadre, posando para la cámara para demostrar su presencia. Las expresiones faciales que sugieren remordimiento, vergüenza o arrepentimiento son raras.

## Relevancia cultural
Algunos compradores utilizaron postales de linchamiento como postales ordinarias, comunicando eventos no relacionados con amigos y familiares. Otros revendieron postales de linchamiento para obtener beneficios económicos. Otros las coleccionaron como objetos históricos o parafernalia racista: su fabricación y distribución continua era parte de la cultura supremacista blanca y se ha comparado con la "pornografía intolerante".
Cualquiera que sea su uso, el mensaje cultural plasmado en la mayoría de las postales de linchamiento era de superioridad racial. La historiadora Amy Louise Wood sostiene:

Within specific localities, viewers did not disconnect the photographs from the actual lynchings they represented. Through that particularity, the images served as visual proof for the uncontested 'truth' of white civilized morality over and against supposed black bestiality and savagery.
Dentro de localidades específicas, los espectadores no desconectaron las fotografías de los linchamientos reales que representaban. A través de esa particularidad, las imágenes sirvieron como prueba visual de la "verdad" indiscutible de la moral civilizada blanca frente a la supuesta bestialidad y salvajismo negros.

Vistas desde la perspectiva de un forastero, desprovistas de contexto local, las postales simbolizan el poder blanco de manera más general. Los ciudadanos blancos fueron representados como victoriosos sobre las víctimas negras muertas impotentes, y las imágenes se convirtieron en parte de la iconografía secular .
Richard Lacayo, que escribe para la revista Time, señaló en 2000:

Even the Nazis did not stoop to selling souvenirs of Auschwitz, but lynching scenes became a burgeoning subdepartment of the postcard industry. By 1908, the trade had grown so large, and the practice of sending postcards featuring the victims of mob murderers had become so repugnant, that the U.S. Postmaster General banned the cards from the mails.
Incluso los nazis no se rebajaron a vender recuerdos del  Auschwitz, pero las escenas de linchamiento se convirtieron en un subdepartamento floreciente de la industria de las postales. Para 1908, el comercio había crecido tanto, y la práctica de enviar postales con las víctimas de los asesinos se había vuelto tan repugnante, que el Director General de Correos de los Estados Unidos prohibió las tarjetas en los correos.

Todavía en el siglo XXI, James Allen pudo adquirir una colección de postales de linchamiento de comerciantes que las ofrecían en mercados clandestinos.

## Legalidad
Algunas ciudades habían censurado fotografías de linchamientos a principios del siglo XX, pero el primer paso hacia la censura nacional llegó en 1908. La Ley Comstock de 1873 había prohibido la publicación de "material obsceno así como su circulación en los correos". En 1908, §3893 se agregó a la Ley Comstock, extendiendo la prohibición al material "que tiende a incitar al incendio, el homicidio o el asesinato". Aunque esta ley no prohibió explícitamente las postales de linchamiento en sí, prohibió el texto racista que a menudo las acompañaba, que hacía "demasiado explícito lo que siempre estaba implícito en los linchamientos".
A pesar de la enmienda, continuó la distribución de fotografías y postales de linchamiento, ahora ocultas en sobres o envoltorios de correo.